# Charles Grandon
Pour les articles homonymes, voir Grandon.
Charles Grandon, baptisé à Marvejols (Lozère) le 29 août 1691, mort à Lyon le 8 février 1762 est un artiste peintre français.
Fils de Jean Grandon, également peintre, Grandon, qui demeurait rue Neuve, fut maître des métiers en 1749, en 1750 et en 1751. Il fut nommé, le 23 janvier 1749, peintre ordinaire de la ville de Lyon, en remplacement de Joachim Verdier. Il reçut, en 1751, 3 500 livres du Consulat pour 91 petits portraits des prévôts des marchands et des échevins peints à l’huile sur vélin.
Il avait épousé en premières noces, Marie Bidaud ; en secondes noces, le 2 mai 1746, Anne Guinand, dont il eut trois enfants, nés de 1749 à 1754.
Il signait « Grandon l’ainé » et « Grandon ». Il fut le maitre de Jean-Baptiste Greuze dans les années 1745-50.
L'ensemble de ses portraits ne nous sont pas parvenus jusqu'à aujourd'hui, victime des heurts révolutionnaires. Néanmoins, Charles Grandon étant un proche du graveur Claude Séraucourt, son œuvre de portraitiste nous est en partie connue par des reproductions de ce dernier. Devenu portraitiste par circonstances, ses principaux portraits sont ceux de Léonard Bathéon de Vertrieu et de Jean-François Vitet. Il peint avec une véritable originalité, à l’aise aussi bien avec les œuvres de petit format que dans les compositions religieuses.

## Biographie

### Origines familiales
Il faut attendre 1712 pour avoir mention des Grandon comme peintres à Lyon lorsque Charles Grandon fait son apparition parmi la corporation des peintres de Lyon. Charles Grandon cite son acte de baptême du 25 août 1691 dans son Inventaire réalisé au mois de mai 1760, sans préciser alors sa ville d'origine. Les Grandon sont une véritable dynastie d'artistes. Outre son père, deux de ses frères seront peintres également : Jean Grandon, dit le cadet, et Pierre-Geniès Grandon. La troisième et dernière génération de peintres de ce nom, durant le XVIIIe siècle, prend fin avec le fils du premier frère, Jacques-Irénée Grandon.

### Apprentissage paternel
C'est en 1705 qu'apparaît pour la première fois la mention du nom de Charles Grandon lorsqu'il signe conjointement avec son père les peintures du plafond de la chapelle de la confrérie des Pénitents noirs de Saint-Geniez-d'Olt. C'est un décor assez naïf mais qui permet de soulever plusieurs questions. Les figures manquent de relief, sont sans expression mais on perçoit déjà chez l'artiste le sens du mouvement dans les gestes amplifiés des personnages. En 1705, Charles était âgé de 14 ans, la signature « PEINT PAR JEAN ET CHARLES GRANDON/ PERE ET FILS/ 1705 » montre qu'il a eu autant d'importance dans ce programme décoratif que son père, il devait déjà avoir une certaine prédisposition à la peinture pour que ce dernier l'associe à un tel projet.

### Premières œuvres indépendantes?
Deux ans plus tard, Charles Grandon réalise Vœu rendu par Jean-Claude Boys. C’est un ex-voto dédié à Notre-Dame du Puy par Jean-Claude Boys en 1707 conservé depuis sa création dans la cathédrale du Puy-en-Velay.

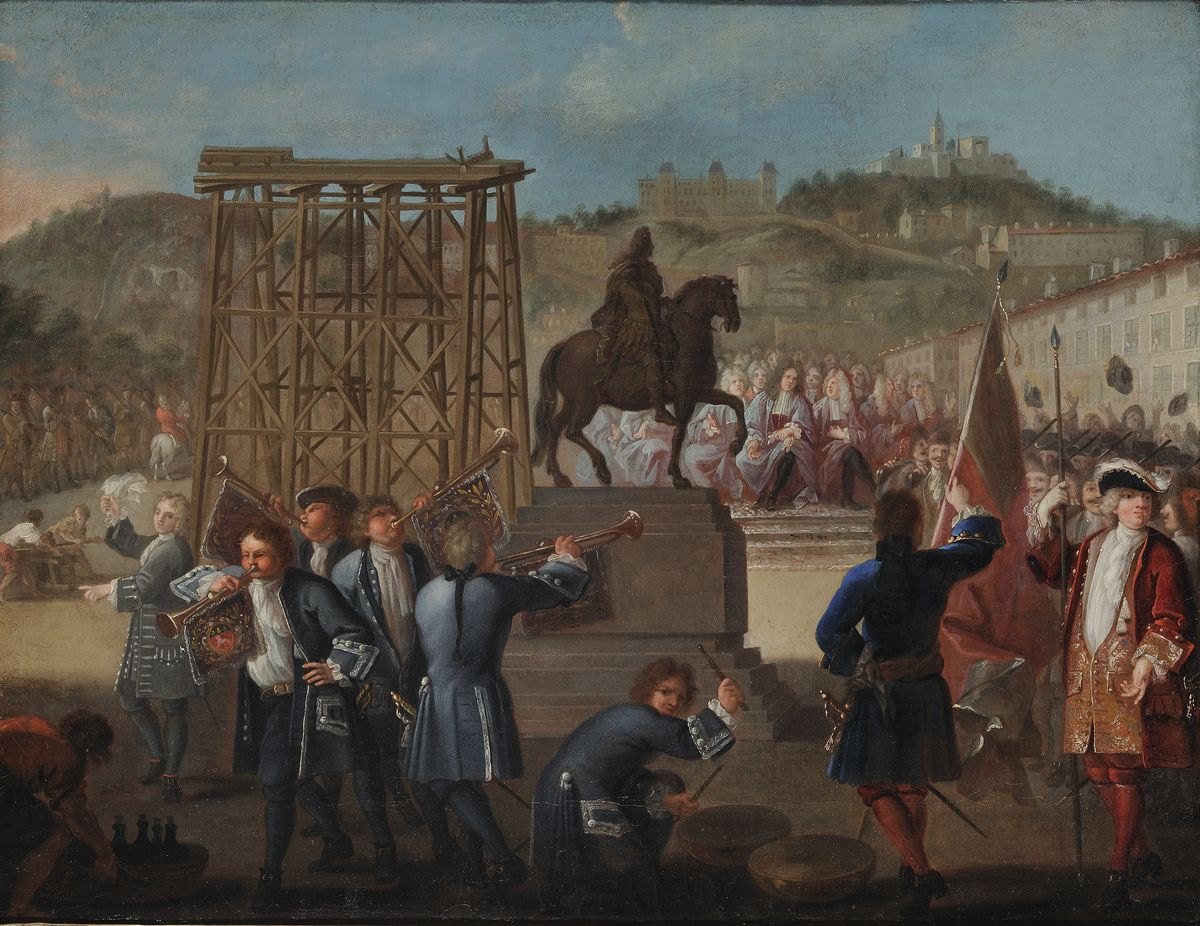
Inauguration de la première statue de Louis XIV Place Bellecour à Lyon, 1713 par Charles Grandon

En 1714, le jeune peintre signe une Apparition du Christ à sainte Thérèse exposée actuellement à Cantù, en Italie, dans l’église Sainte-Marie des Miracles. Grandon pour cette œuvre s’est inspiré de la toile du même nom du Guerchin placée dans l’église des Carmes déchaussés de Lyon. Le tableau du Guerchin est célèbre à Lyon durant l’Ancien Régime, celui de Charles Grandon est certainement une commande d’une congrégation religieuse désirant acquérir une reproduction de l’original.

### Le refus de l'Académie
À la suite de cette tentative fructueuse, Charles Grandon tente de sortir de l’apprentissage paternel et de rejoindre l’Académie Royale de Peinture et de Sculpture de la capitale. Il participe à un concours de peinture, mais c’est Bernard-Joseph Wamps, qui est désigné lauréat de ce prix. En dehors de l’Académie, une carrière de peintre d’histoire semble impossible. C’est avec ce refus que Grandon décide de mener sa carrière dans la seconde ville du Royaume et qu’il se tourne vers le genre du portrait.

### Grandon portraitiste
Au cours de l’année 1719, il reçoit via les recteurs de l’hôpital de la Charité les commandes des portraits de François-Paul de Neuville de Villeroy, archevêque de Lyon, et de François-Louis de Neuville, duc de Villeroy. Un portrait du duc de Villeroy est conservé au musée des Arts décoratifs de Lyon. L’art de Grandon est rapidement perçu comme novateur, car il donne à ses modèles des traits plus humanistes et moins sévères, qu’on prêtait plus volontiers à un chef de l’armée. Les deux portraits de l’archevêque de Lyon nous sont parvenus par deux estampes de Jean-François Cars.
Le seul autoportrait connu de cet artiste est conservé au Musée des Beaux-Arts de Lyon datant vraisemblablement de 1736 si l’on en croit l’inscription au dos du panneau. Ce tableau met en avant la réussite sociale de l’artiste acquise par ses talents de portraitiste. Il pose, les entités de son art à la main, devant une bibliothèque, symbole de l’érudition. Au cours des années 1720 et 1730, Grandon se consacre essentiellement au genre du portrait auprès des représentants du roi au sein de la ville mais aussi auprès de personnalités lyonnaises réputées pour leurs talents ou leurs savoirs. C’est ainsi qu’en 1726, Charles réalisa un portrait d’un médecin, intitulé : Portrait de (Claude Vallant ?) médecin de l’hôtel-Dieu de Lyon. En 1741, c’est au tour d’un autre médecin, nommé maître-chirurgien de Lyon en 1734, d’être le sujet d’un nouveau portrait de Grandon. Il s’agit de Jean-François Vitet. Parmi les autres figures lyonnaises marquantes de son temps qui posèrent devant Grandon, nous pouvons citer François de la Rochefoucault, marquis de Rochebaron, qui fut commandant pour le Roi de la ville de Lyon et ses provinces alentour du Lyonnais, Beaujolais et Forez. Évoquons aussi les portraits de François de Chateauneuf de Rochebonne et de l’archevêque en place de 1740 à 1758, Pierre Guérin de Tencin. Ces portraits ont été égarés mais nous sont partiellement connus grâce aux gravures de Pariset.

### Principes directeurs
Grandon conçoit le portrait comme une œuvre d’invention que ce soit au niveau du format ou de la composition, cela s’explique par le fait qu’il n’est pas encore lié avec le Consulat lyonnais, et donc affranchi de certaines normes. De plus, les classes moyennes telle que la bourgeoisie ne revendiquent pas encore l’art du portrait dans la décennie 1740, ce qui permet à Grandon de faire des portraits de ses illustres contemporains qui sont d’une grande diversité ; il adapte la pose en une action conforme à leurs fonctions ou qualités. C’est dans cet état d’esprit que Charles Grandon réalise le portrait du missionnaire royal Jacques Bridaine, conservé par une gravure de Claude Séraucourt. Le portrait représente Bridaine en plein sermon, avec une attitude déclamatoire, le visage expressif, à quoi répond le geste ample du bras gauche. Grandon a adapté la fonction spirituelle du missionnaire au caractère éloquent de cette personnalité.

### Le chef-d'œuvre

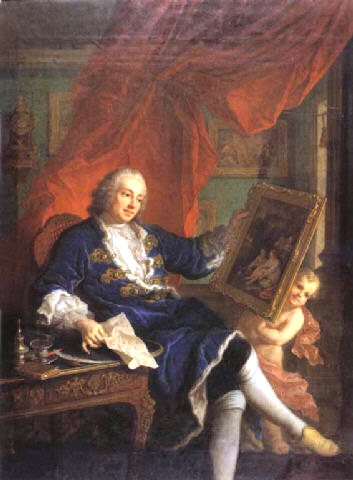
Portrait de Léonard Bathéon de Vertrieu par Charles Grandon, 1745.

En 1745, le portrait de Léonard Bathéon de Vertrieu tient d’un autre procédé qui répond à une commande précise du modèle laissant peu de choix à l’artiste. C’est un seigneur qui a la charge de conseiller du roi en la cour des Monnaies. Mais plutôt que de se représenter avec les attributs extérieurs de sa fonction, il décide de se faire peindre dans l’intimité de sa demeure. Le modèle contemple de manière admirative un tableau de Diane au bain, dont il tient dans la main opposée l’ébauche à la craie rouge. Léonard Bathéon montre ici son goût pour la peinture et la collection, qui reste la propriété d’un certain rang social. Le lieu où se trouve le modèle s’apparente à un cabinet de l’artiste, de l’amateur ou du savant, où sont entreposés des œuvres qui lui tiennent à cœur. Ce portrait ressemble à un véritable hommage que fait Grandon pour son mécène ou son protecteur.

### Grandon peintre d'histoire
En 1746, Charles Grandon réalise une composition religieuse, qui vient s’ajouter à sa brève et discrète carrière de peintre d’histoire. Cette toile orne un retable de l’église Notre-Dame d’Orgelet dans le Jura. L’œuvre s’intitule Les Sacrés Cœurs de Marie et Jésus.

### Consécration et mort
Charles Grandon est nommé peintre ordinaire de la ville de Lyon le 23 janvier 1749 en lieu et place de Joachim Verdier. Il est désormais le peintre officiel du Consulat Lyonnais, dont le rôle est de faire les portraits des échevins et prévôts des marchands mais également d’exécuter les copies du roi ou des personnalités majeures de la cité. Entre 1749 et 1751, il est désigné maître de métier pour les peintres, qui est une distinction honorifique mais qui montre bien la réputation qu’avait Grandon de son vivant au sein de la ville. Le 8 juillet 1757, il acquiert le droit de bourgeoisie à Lyon. Il décède le 8 février 1762 à l’hôtel de ville, ses funérailles ont lieu dans l’église Saint Pierre et Saint-Saturnin.

## Œuvres
- Charles et Jean Grandon, peintures du plafond de la chapelle de la confrérie des Pénitents noirs de Saint-Geniez-d'Olt, 1705.
- Charles Grandon,  Vœu rendu par Jean-Claude Boy, 1707, cathédrale Notre-Dame, Puy-en-Velay.
- Charles Grandon, Inauguration de la première statue de Louis XIV Place Bellecour à Lyon, 1713, Lyon, Musées Gadagne.
- Charles Grandon,  Apparition du Christ à sainte Thérèse, 1714, Cantù, Italie, église Sainte-Marie des Miracles.
- Charles Grandon, Portrait de (Claude Vallant ?) médecin de l’Hôtel-Dieu de Lyon, 1726.
- Charles Grandon, Autoportrait, 1736, Lyon, Musée des beaux-arts de Lyon .
- Charles Grandon, Portrait de Jean-François Vitet, 1741, Lyon, Musées Gadagne.
- Charles Grandon, Portrait de Léonard Bathéon de Vertrieu, 1745. (collection Paul Feuga)
- Charles Grandon, Les Sacrés Cœurs de Marie et Jésus, 1746, Orgelet, église Notre-Dame.
- Charles Grandon, Portrait de François-Paul de Neuville de Villeroy, d'après deux estampes de Jean-François Cars.
- Charles Grandon, Portrait du Duc de Villeroy, Lyon, Musée des Tissus et des Arts décoratifs.
- Charles Grandon, Portrait de François de la Rochefoucault, marquis de Rochebaron.
- Charles Grandon, Portrait de François de Chateauneuf de Rochebonne, d'après une gravure de Pariset.
- Charles Grandon, Portrait de Pierre Guérin de Tencin, d'après une gravure de Pariset.
- Charles Grandon, Portrait de Jacques Bridaine, d'après une gravure de Séraucourt.
- Charles Grandon, Annonciation.
- Portrait de Léonard Michon, gravure de Robert Daudet d'après un dessin de Charles Grandon, 1730, Lyon, Musées Gadagne.
- Charles Grandon, Jeune femme tenant une fleur.
- Charles Grandon, Portrait de Madame Antoine Tronchin, née Suzanne Perret, 1736, Genève, Musée d'art et d'histoire de Genève.